# استقلال کلیسای ارتدکس اوکراین

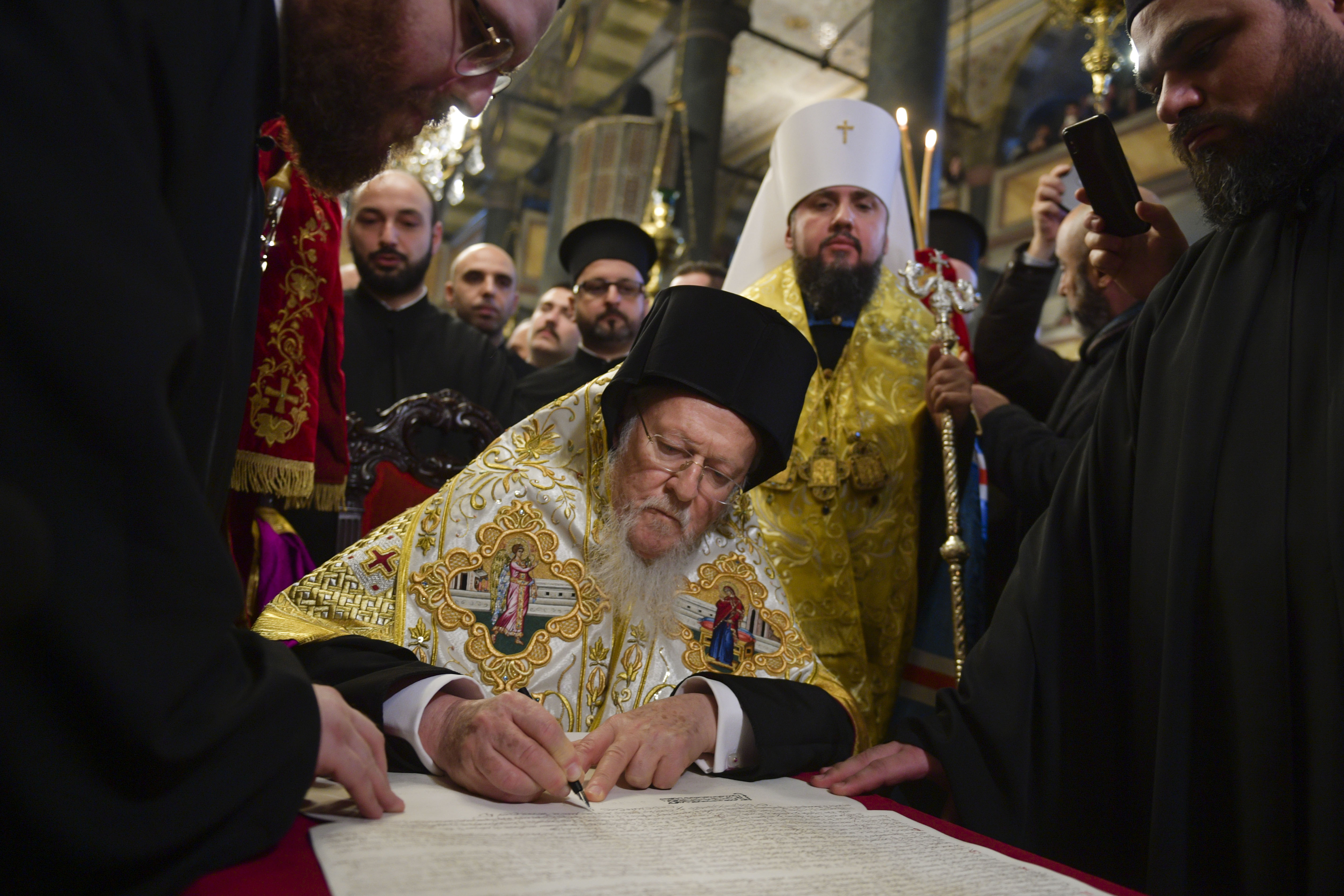
پاتریارک بارتولومیو یکم در حال امضای سند استقلال

استقلال کلیسای ارتدکس اوکراین (به اوکراینی: Надання автокефалії православній церкві України) در روز شنبه ۵ ژانویه ۲۰۱۹ در جریان مراسمی که در استانبول برگزار شد، انجام پذیرفت و کلیسای ارتدکس اوکراین رسماً از کلیسای ارتدکس روسیه مستقل شد. سند استقلال کلیسای ارتدکس اوکراین توسط پاتریارک بارتولومیو، اسقف اعظم کلیسای جهانی ارتدوکس، که رهبری بیش از ۳۰۰ میلیون مسیحی پیرو این آئین را بر عهده دارد، در قسطنطنیه به امضاء رسید. اختلاف در درون کلیسای ارتدوکس با فروپاشی اتحاد جماهیر شوروی و برگزیده نشدن اسقف اعظم کی‌یف به عنوان رهبر کلیسای ارتدوکس روسیه آغاز شد. در نتیجه کلیسای ارتدوکس اوکراین در سال ۱۹۹۲ تأسیس شد.